# Club Athletico Paulistano
Der Club Athletico Paulistano, oft nur Paulistano genannt, ist ein Sportverein aus der brasilianischen Metropole São Paulo. Der Verein wurde am 29. Dezember 1900 gegründet. Die Fußballmannschaft zählte zu den Begründern des Sportes in Brasilien und war national um 1920 die führende Kraft. Nach der Einstellung der Aktivitäten um den Fußball 1930 entwickelte sich Basketball zum Aushängeschild des Vereines. Mit dem Sponsorennamen Paulistano/Amil nimmt er am Spielbetrieb der nationalen Profiliga teil.
Daneben bietet CA Paulistano dieser Tage Sportarten wie Tennis, Schwimmen, Volleyball, Leichtathletik und auch Freizeitfußball an.

## Fußball

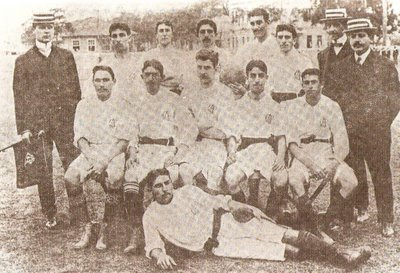
Paulistano 1901

Unter Anleitung des Engländers Charles William Miller wurde ein Jahr später zusammen mit São Paulo Athletic Club, SC Internacional, Mackenzie College und SC Germânia die Liga Paulista de Foot-Ball, die erste Fußballliga Brasiliens, gegründet. Der Teilnahme am Spielbetrieb war nur Mitgliedern aus der obersten Schicht der Stadt vorbehalten.
Nachdem CA Paulistano in den ersten drei Jahren jeweils Vizemeister geworden war, gelang 1905 erstmals die Meisterschaft. Auch in den folgenden Jahren gehörte man zu den führenden Mannschaften, wurde 1908 nochmals Meister und konnte vier Vizemeisterschaften erringen.
Nachdem 1913 noch ein dritter Meistertitel gewonnen wurde, verließ CA Paulistano 1914 die Liga Paulista und wechselte zur APEA, einer allgemein zugänglichen Liga. 1916 bis 1919 konnten dort vier Titel hintereinander gefeiert werden, erheblichen Anteil hatte Arthur Friedenreich, der in seiner Zeit beim Klub sechs Mal Torschützenkönig der Liga wurde. In jener Ära gewann Paulistano auch die Taça Ioduran, den Pokal für den Gewinner eines Spieles zwischen den Staatsmeistern von Rio de Janeiro und São Paulo, des Jahres 1918 und 1920 das Copa dos Campeões Estaduais, den Pokal der Staatsmeister, bei dem auch der Titelträger von Rio Grande do Sul teilnahm. In beiden Fällen besiegte Paulistano den Fluminense FC aus Rio im entscheidenden Spiel.
Eine Besonderheit von Paulistano, war 1925 eine der ersten Europareisen eines brasilianischen Fußballklubs. Klubpräsidenten Antônio Prado Jr., Sohn eines der Klubgründer Antônio da Silva Prado und ein Enkel von Veridiana da Silva Prado, der ursprünglichen Besitzerin des Grundes des Velódromo de São Paulo, eines der ersten Fußballplätze Brasiliens, arrangierte im Zuge eines Frankreichurlaubes Spiele seines Klubs. Die Reise wurde durch finanzkräftige Privatiers bezahlt. Der Klub gewann neun von zehn Spielen in Frankreich, der Schweiz und Portugal. Gespielt wurde in Frankreich gegen die französische Fußballnationalmannschaft am 15. März 1925 im Buffalo-Stadion, Stade Français am 22. oder 23. März im Buffalo-Stadion, FC Sète am 28. oder 29. März, SC de la Bastidienne am 2. April, Le Havre AC am 4. oder 5. April im Parc des Sports und in Straßburg am 10. April gegen eine Auswahlmannschaft der Stadt. Danach ging in die Schweiz, wo man am 11. April in Bern auf Auto Tour Bern traf und am 13. April in Zürich gegen ein Team von Klubs der Stadt. im Anschluss ging es zurück nach Frankreich, wo die Mannschaft am 19. April noch auf den FC Rouen traf. Danach schiffte man sich für die Rückreise auf den Dampfer Flandria in die Heimat ein. Als das Schiff vor Lissabon auf Reede ging, um weitere Passagiere aufzunehmen, erfuhren Fußballbegeisterte von der berühmten Mannschaft an Bord und luden diese spontan zu einem Spiel ein. Eine Aufforderung, welcher das Team gerne honorarlos nachkam. Es zog sich noch auf dem Schiff um und wurde zum Estádio do Lumiar gefahren, wo es auf eine Auswahl von Spielern verschiedener Klubs der Stadt traf. Die Partie wurde nach der 75 Minute beendete, damit die Paulistano Spieler wieder ihr Schiff vor dessen Weiterfahrt erreichen konnten. Sie hatten neun von zehn Spielen gewonnen, mit einem Torverhältnis von 30:8. Am 12. Mai legte die Flandria in Rio de Janeiro an. Die Mannschaft wurde gefeiert, als wären sie Weltmeister geworden.
1925 weigerte sich CA Paulistano, den Profistatus anzunehmen. Der Klub war führend bei der Gründung der Liga dos Amadores de Futebol, einer Amateurliga. Nach dem Zusammenbruch der Liga 1930 verlor der Klub zunehmend an Bedeutung. Einige Mitglieder spalteten sich ab und waren an der Gründung des FC São Paulo maßgeblich beteiligt, der zusammen mit dem „Sport Club Corinthians Paulista“ (im deutschsprachigen Raum besser bekannt als Corinthians São Paulo) und Palestra Italia zu den führenden Klubs der Stadt wurde.

### Bekannte Fußballspieler
- Rubens Salles (Star der frühen Jahre)
- Arthur Friedenreich (Brasilianischer Fußballstar)
- Anfilogino Guarisi (1934 Fußball-Weltmeister)
- Júlio Kuntz (Brasilianischer Fußballnationalspieler)

### Erfolge
- Meister der Staatsmeister: 1920
- Taça Ioduran: 1918
- Staatsmeisterschaft von São Paulo: (11×) 1905, 1908, 1913, 1916, 1917, 1918, 1919, 1921, 1926, 1927, 1929

## Basketball
Paulistano unterhält eine Basketballmannschaft die auch am Spielbetrieb der brasilianischen Profiliga Novo Basquete Brasil teilnimmt. Erste Erfolge waren 1944 der Sieg in der zwischen 1925 und 1977 ausgetragenen Meisterschaft der Stadt São Paulo und 2017 die der Sieg in der seit 1932 ausgetragenen Staatsmeisterschaft. Nach Vizemeisterschaften 2014 und 2017 gewann Paulistano 2018 erstmals die Meisterschaft vom Brasilien.

### Erfolge
- Meisterschaft von Brasilien: 2018
  - Finalist: 2014, 2017
- Staatsmeisterschaft von São Paulo: 2017
  - Finalist: 2005, 2009, 2013, 2018 und 2020
- Stadtmeisterschaft von São Paulo: 1944
  - Finalist: 1942, 1951

### Bekannte Basketballspieler
- Nino Čelebić
- Marcelo Huertas
- Yago dos Santos